# ببر بورنيوي
الببر البورنيوي (بالإنجليزية: Bornean tiger) هو أحد نويعات الببور المنقرضة التي عاشت في جزيرة بورنيو في عصور ما قبل التاريخ. لم يُوثق الببر البورنيوي توثيقاً قاطعاً، لكن شعب الداياك الأصلي يؤمن بوجوده، ويبلغ عن مشاهدته في بعض الأحيان.

## مشاهدات مزعومة

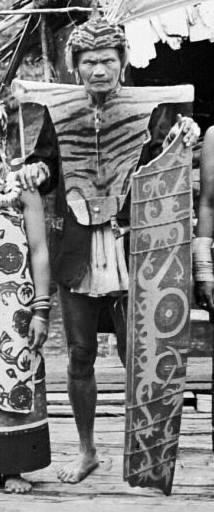
رجل من الداياك في كليمنتان بالزي التقليدي. لاحظ المشارب.

في سنة 1975، ادعى دوشان غيرسي أنه رأى ببرًا في شرق كليمنتان بإندونيسيا والتقط صورتين له، لكن الصور كانت موضع شك، ومازال مصدرها غير واضح. في سنة 1995، ادعى السكان الأصليون في وسط كليمنتان أنهم سمعوا زئير الببر، وأنهم كانوا قادرين على التمييز بين زئير الببر وأصوات الحيوانات الأخرى، ومع ذلك مازال وجوده وبقائه غير مؤكد ولم تؤكد أي مشاهدة مثبتة حتى الآن لهذا الحيوان.